# Christian Lindner
Christian Wolfgang Lindner (Wuppertal, 7 gennaio 1979) è un ex politico tedesco, Ministro federale delle finanze dal 8 dicembre 2021 al 6 novembre 2024, membro del Partito Liberale Democratico e suo presidente federale dal 7 dicembre 2013 al 23 febbraio 2025.

## Biografia
Lindner è nato a Wuppertal nel 1979, figlio di un insegnante. Dopo la separazione dei suoi genitori, è cresciuto con sua madre nella vicina Wermelskirchen. Ha ottenuto il suo Abitur a Wermelskirchen nel 1998, seguito da studi superiori in scienze politiche all'Università di Bonn con nozioni di diritto pubblico e filosofia. Ha conseguito il master nel 2006. 
Durante i suoi studi, Lindner è stato ufficiale della riserva nella Luftwaffe. Nel 2002 è stato promosso primo tenente della riserva. Come riservista, prese parte alle esercitazioni militari presso il comando della Luftwaffe a Colonia-Wahn per circa quattro anni. Nel 2008 è diventato ufficiale di collegamento presso il comando di Stato della Renania Settentrionale-Vestfalia a Düsseldorf. Ha ricoperto il grado di maggiore della riserva. 
Nel 1997, all'età di soli 18 anni, ha creato un'agenzia pubblicitaria specializzata in imprese di telecomunicazioni, da cui si è separato nel 2004, e nel 2000 ha fondato la società Internet Moomax, che lascia nell'aprile del 2001. La società è finita in bancarotta sei mesi dopo.

## Carriera politica

### L'ascesa regionale
Membro del Partito Liberale (FDP) dal 1995, è stato eletto presidente dell'organizzazione studentesca del partito, il Liberalen Schüler, nel Nord Reno-Westfalia, l'anno successivo, e occupa questa posizione due anni. Nello stesso anno 1998, è entrato a far parte del comitato direttivo dell'FDP Nord Reno-Westfalia, prima di essere eletto deputato regionale alle elezioni del Landtag del 14 maggio 2000, essendo il membro più giovane dell'assemblea.
È stato eletto presidente della sezione del distretto del Reno-Berg nel 2002, poi eletto segretario generale regionale da Andreas Pinkwart nel novembre 2004. È stato rieletto deputato regionale l'anno successivo, diventando vice presidente e portavoce del gruppo liberale, responsabile dell'innovazione, scienza, gioventù, integrazione e famiglia. In particolare, ha introdotto una legge regionale, approvata nel 2008, sull'educazione dei bambini e sulla definizione della struttura e del finanziamento dei centri diurni.

### Carriera federale
È entrato a far parte del Comitato direttivo federale dell'FDP nel 2007 ed è stato eletto al Bundestag nelle elezioni del 27 settembre 2009. Sebbene abbia vinto solo l'8,6% dei voti nel suo collegio elettorale, è riuscito a essere eletto perché al nono posto nella lista regionale. Si dimise poco dopo il suo mandato regionale e divenne membro del comitato parlamentare dell'economia.
Il 14 dicembre 2009, il comitato direttivo federale lo ha scelto come segretario generale facente funzione, mentre Dirk Niebel era entrato nel governo. Christian Lindner è confermato nella sua posizione al congresso il 24 aprile 2010 con il 95,6% dei voti espressi, due mesi dopo aver rinunciato alla sua posizione nel Nord Reno-Westfalia. Si è dimesso comunque il 14 dicembre 2011.

### Elezioni regionali 2012
Circa tre mesi e mezzo dopo, è stato nominato leader del FDP nelle elezioni legislative regionali del 13 maggio 2012 nel Nord Reno-Westfalia dal 99,8% dei voti dei delegati alla convenzione di nomina. Eletto presidente regionale del FDP, il 6 maggio, dal 97,9% dei voti, riesce a succedere a Daniel Bahr, una settimana dopo, per mantenere i liberali nel Landtag, con il 8,6% dei voti, con un incremento dell'ordine di due punti.

### Presidente del FDP

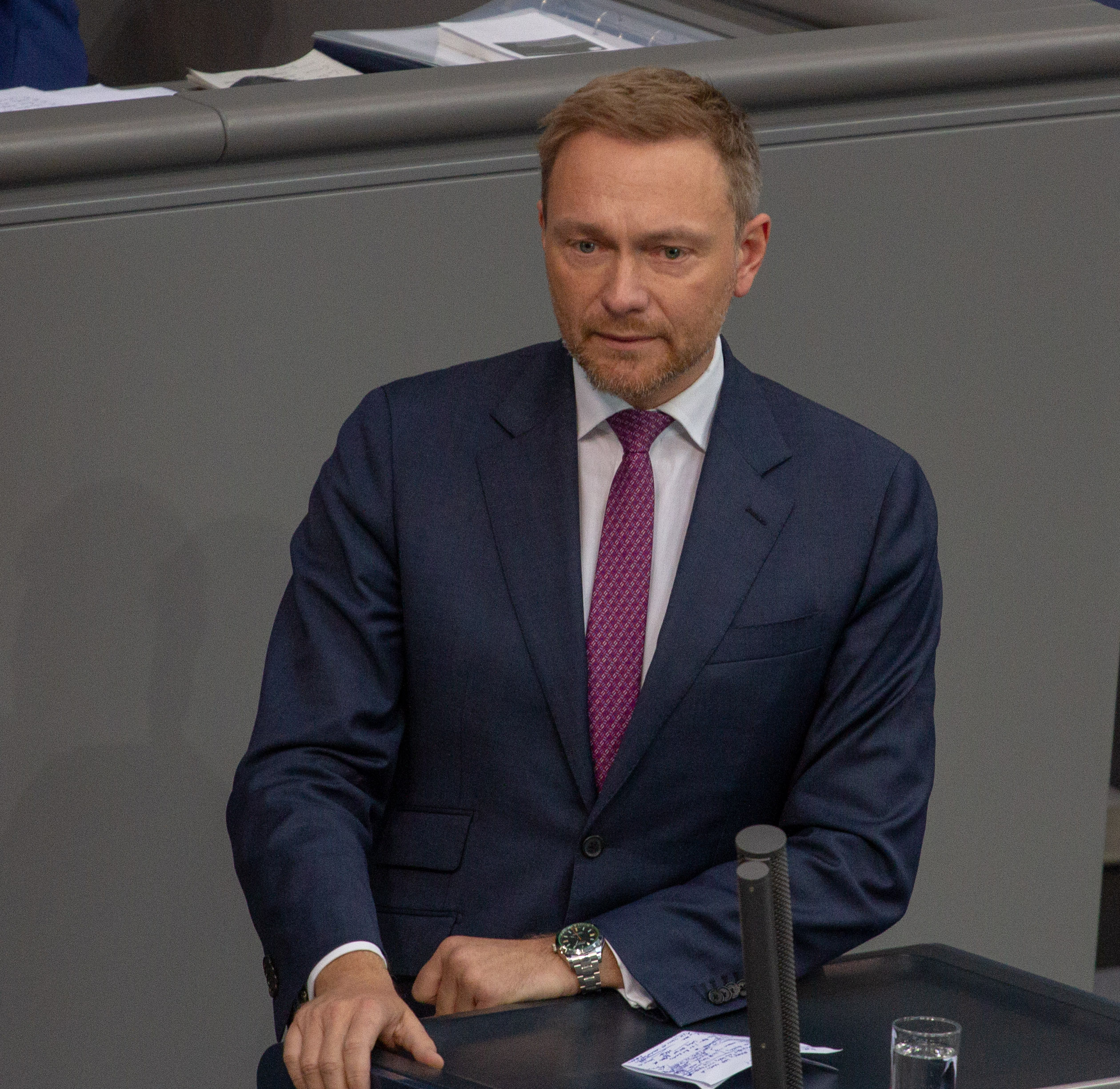
Christian Lindner al Bundestag (2019)

Il 9 marzo 2013 è stato eletto vicepresidente federale del FDP. In questa veste, è responsabile per la presidenza ad interim del partito sulla scia del risultato catastrofico delle elezioni federali del 22 settembre 2013, escludendo il partito Bundestag, per la prima volta dal 1949, dopo aver portato il presidente Philipp Rösler alla rassegnazione. È stato eletto presidente federale del FDP il 7 dicembre, con il 79% dei voti, in una convenzione federale straordinaria e contro due avversari.
Il 26 aprile 2019 è stato confermato presidente federale al congresso federale del partito a Berlino con l'86,6% dei voti. L'elezione si è svolta senza opposizione.
Al congresso federale del partito del 2021, Christian Lindner è stato rieletto presidente federale del FDP con il 93% dei voti e allo stesso tempo il principale candidato del partito per le elezioni del Bundestag.

### Ministro federale delle finanze
L'8 dicembre 2021, a seguito delle trattative per la formazione del governo Scholz e della successiva approvazione del Bundestag, entra ufficialmente in carica come ministro delle finanze. Nel 2024, mentre problemi economico-finanziari internazionali, e la guerra in Ucraina, colpiscono anche l'economia tedesca, la coalizione di governo tripartita - socialdemocratici, verdi e liberali - si trova in disaccordo su molti temi. A seguito del mancato accordo sul bilancio dello stato per il 2025, il cancelliere Scholz licenzia il 6 novembre 2024 il ministro Lindner, il quale aveva chiesto le elezioni anticipate, aprendo la crisi di governo.

### Elezioni federali in Germania del 2025
La notte del 23 febbraio, dopo l'esito dato dagli exit-poll in cui il suo partito non è riuscito a raggiungere la soglia dello sbarramento del 5% per entrare al Bundestag, annuncia formalmente il suo ritiro dalla politica.

## Vita privata
Nel 2011 Lindner si è sposato con la giornalista Dagmar Rosenfeld; avevano cominciato a frequentarsi nel 2009. Nell'aprile 2018 hanno annunciato la loro separazione. Nello stesso anno ha cominciato a frequentare la giornalista televisiva di RTL Franca Lehfeldt. Nel settembre 2021 la coppia si è fidanzata. Il 7 luglio 2022, Lindner e Lehfeldt, che in precedenza si era trasferita alla stazione televisiva Axel Springer Welt,  si sono sposati sull'isola di Sylt.  Il matrimonio in chiesa si è svolto il 9 luglio 2022 nella chiesa protestante di San Severino.